# Rue Albert-Roussel
La rue Albert-Roussel est une voie du 17e arrondissement de Paris, en France.

## Situation et accès
La rue Albert-Roussel est une voie privée située dans le 17e arrondissement de Paris. Elle débute au 64, boulevard Berthier et se termine au 10, rue Stéphane-Grappelli.

## Origine du nom

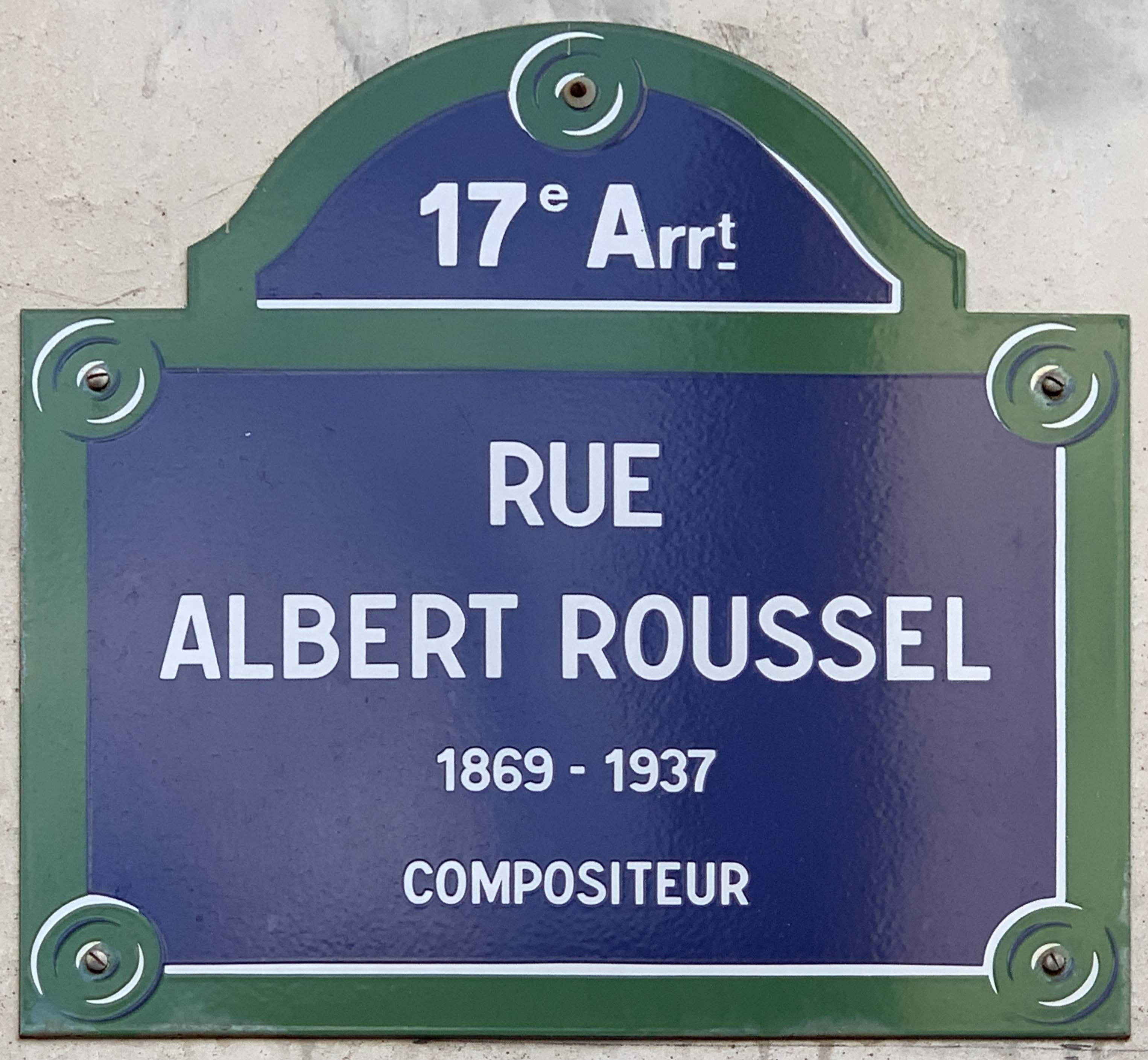
Plaque de la rue.

Elle porte le nom du compositeur français Albert Roussel (1869-1937), qui vécut longtemps dans le 17e arrondissement.

## Historique
Cette voie est créée en 2002 sous le nom de « voie BM/17 » dans le cadre de l'aménagement de la ZAC Porte d'Asnières sur le site de la partie nord de l'ancien dépôt de locomotives des Batignolles.
En 2004, l’architecte Édouard François y a construit la Tower-Flower que l’on peut traduire par « Tour de fleurs », un projet qui a été réalisé pour l’Office public d'aménagement et de construction de Paris.